# Iraklis Psachna
AO Iraklis Psachna (Grieks: A.O.  Ηρακλής Ψαχνών) is een Griekse voetbalclub uit Psachna, Evia.
De club werd in 1936 opgericht en speelde lang op lager niveau. In 2010 won Iraklis groep 7 van de Delta Ethniki en in 2011 promoveerde de club voor het eerst naar de Beta Ethniki. In 2016 degradeerde de club.